# Rio Ailã
Le Rio Ailã est un cours d'eau brésilien qui arrose l'État du Roraima. Ses sources sur le Mont Caburaí marquent le point le plus septentrional du pays.
- Localisation : 33° 45′ 03″ S, 53° 23′ 48″ O

Les autres points extrêmes brésiliens sont :
- au Sud : l'Arroio Chuí, dans l'État du Rio Grande do Sul ;
- à l'Est (sur le continent) : la Pointe du Seixas (Ponta do Seixas), dans l'État de la Paraíba ;
- à l'Est (en mer) : les rochers de Saint-Pierre et Saint-Paul ;
- à l'Ouest, la source du Rio Moa, dans l'État d'Acre.